# 格鲁吉亚省
格鲁吉亚省（俄语：Грузинская губерния）是俄罗斯帝国的一个省，行政中心位于第比利斯。

## 历史
1801年9月，俄罗斯帝国吞并卡爾特利-卡赫蒂王國，格鲁吉亚成为俄国的一部分，沙皇亚历山大一世下令新设格鲁吉亚省，省会是第比利斯。
1812年，根据俄国与奥斯曼帝国签订的《布加勒斯特条约》，外高加索的一些领土被割让给俄国，随之这些领土成为格鲁吉亚省辖区。
1840年4月10日，沙皇尼古拉一世下令废除格鲁吉亚省，相关行政调整于1841年1月1日起生效。原格鲁吉亚省辖区成为格鲁吉亚-伊梅列季省的一部分。

## 行政区划

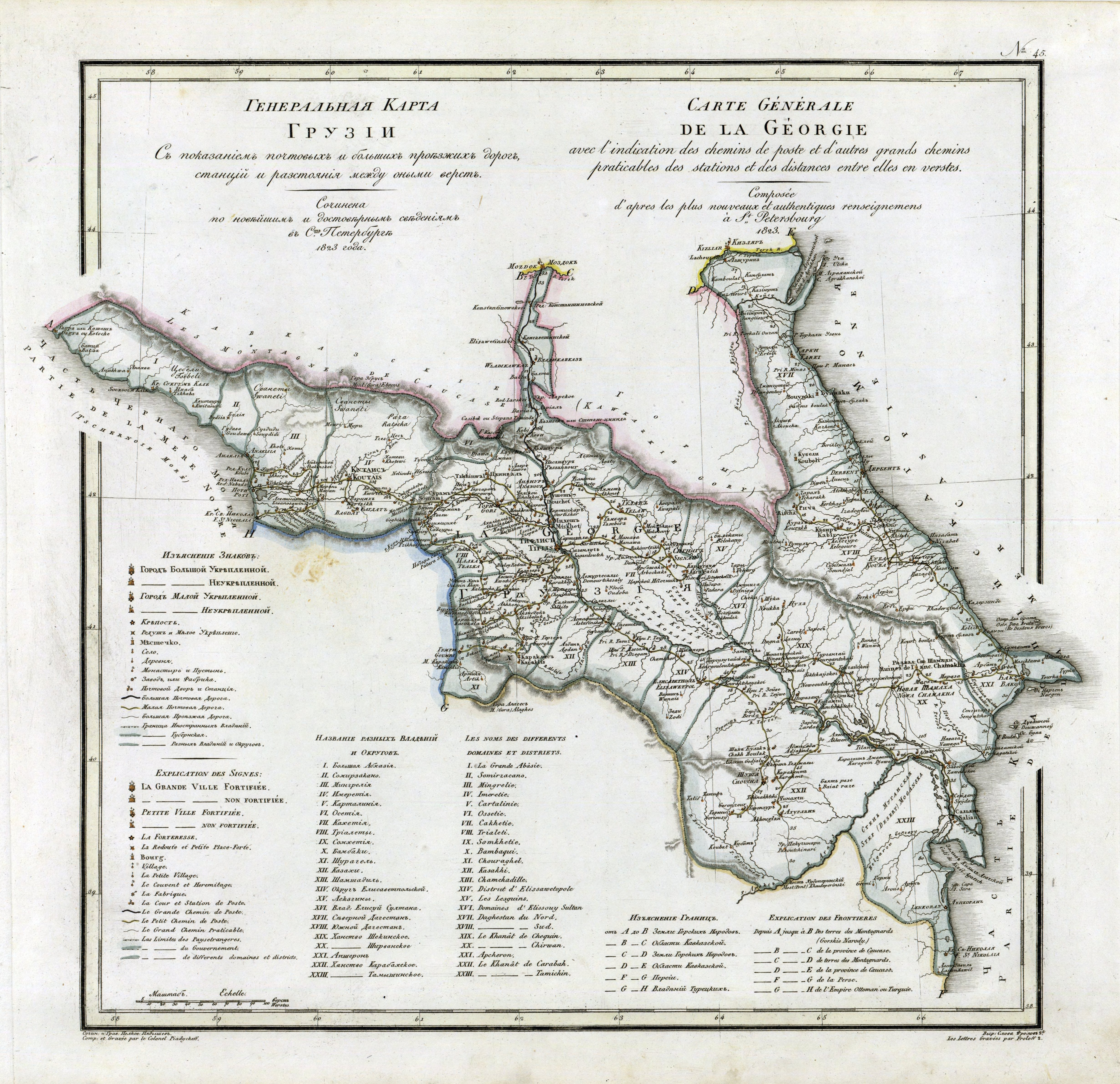
1823年格鲁吉亚省和伊梅列季州地图

格鲁吉亚省最初分为五个县：
| 县名       | 县俄语名 | 县治所在地 |
| ---------- | -------- | ---------- |
| 哥里县     |          | 哥里       |
| 杜舍蒂县   |          | 杜舍蒂     |
| 洛里县     |          | 洛里       |
| 锡格纳希县 |          | 錫格納希   |
| 泰拉维县   |          | 泰拉维     |